# Cobreloa
Club de Deportes Cobreloa (eller bare Cobreloa) er en chilensk fodboldklub fra byen Calama i Atacamaørkenen. Klubben spiller i landets bedste liga, Primera División de Chile, og har hjemmebane på stadionet Estadio Municipal de Calama. Klubben blev grundlagt den 7. januar 1977, og har siden da vundet otte mesterskaber og én pokaltitel. 
Klubbens navn stammer fra det spanske ord for kobber (cobre) og floden Loa, der løber i gennem området.

## Titler
- Chilensk mesterskab (8): 1980, 1982, 1985, 1988, 1992, 2003 Apertura, 2003 Clausura, 2004 Clausura

- Copa Chile (1): 1986

## Kendte spillere
| - Armando Alarcón - Charles Aránguiz - Mauricio Aros - Jean Beausejour - Jonathan Cisternas - Fernando Cornejo - Juan Covarrubias - César Díaz - Ítalo Díaz - Mauricio Donoso - Enzo Escobar - Luis Pedro Figueroa - Marco Antonio Figueroa - Eduardo Fournier - Edgardo Fuentes - Luis Fuentes - Patricio Galaz - Eduardo Gómez - Rubén Gómez - Aníbal González - Boris González - Daniel González - Hugo González - Juan Luis González - Pedro González Vera - Fernando Hurtado - Francisco Ibáñez - José Luis Jerez |  | - Juan Carlos Letelier - Fernando Martel - Rodrigo Meléndez - Victor Merello - Arturo Norambuena - Juan Olivares - Andrés Oroz - Mario Osbén - Esteban Paredes - Rodrigo Pérez - Nicolás Peric - Jean Paul Pineda - Camilo Pino - Mauricio Pozo - Hector Puebla - Jaime Riveros - Sebastián Rocco - Alexis Sánchez - Mario Soto - Hugo Tabilo - Nelson Tapia - Carlos Tejas - Francisco Valdés - Rubén Vallejos - Eduardo Vargas - Adán Vergara - Eduardo Vilches |  | - José Luis Villanueva - Paolo Vivar - Alex Whiteley - Oscar Wirth - Guillermo Yávar - Juan Carlos Almada - José Luis Díaz - Rodrigo Mannara - Claudio Mele - Marcelo Trobbiani - Julio César Baldivieso - José Milton Melgar - Paulo Sergio Veiga - Nicolas Asencio - Eduardo Bennett - Pablo Abdala - Lucas Barrios - Pablo Caballero - Marco Lazaga - Darío Verón - Alex Magallanes - Osvaldo Canobbio - Luis Garisto - Baudilio Jáuregui - Ladislao Mazurkiewicz - Washington Olivera - Jorge Luis Siviero |